# Cerkiew Trzech Świętych Hierarchów w Charkowie
Cerkiew Trzech Świętych Hierarchów – cerkiew prawosławna w Charkowie, należąca do eparchii charkowskiej Ukraińskiego Kościoła Prawosławnego Patriarchatu Moskiewskiego.

## Historia
Świątynia została wzniesiona według projektu Michaiła Łowcowa (wcześniejszego projektanta soboru Zwiastowania w Charkowie), pracami kierował od 1907, po śmierci Łowcowa, Władimir Pokrowski. Kamień węgielny pod budowę obiektu położono 2 września 1906. Prace budowlane trwały przez osiem lat. Ikonostas dla cerkwi został wykonany we Włoszech według szkicu Pokrowskiego. Freski na ścianach obiektu wykonał malarz przybyły z Petersburga, Aleksiej Sokołow. Budynek powstał w całości z cegły. Łączny koszt wzniesienia cerkwi zamknął się sumą 200 tys. rubli. Była ona przeznaczona dla równoczesnego udziału w nabożeństwie 650 osób. Poświęcenie cerkwi miało miejsce 29 maja 1915; ceremonii przewodniczył metropolita kijowski i halicki Flawian, poza nim udział w niej wzięli biskup sumski Teognost i metropolita wołyński Antoni.
Po rewolucji październikowej, w 1923, cerkiew została zaadaptowana na magazyn, w którym przechowywano m.in. obiekty skonfiskowane z innych świątyń przez bolszewików. W 1925 świątynia została jednak ponownie otwarta dla wiernych i pozostawała czynna do wybuchu II wojny światowej i ponownie od 1941. W 1944 władze radzieckie zarejestrowały działającą przy niej parafię jako czynną prawosławną placówkę duszpasterską.